# Athrips asarinella
Athrips asarinella is een vlinder uit de familie tastermotten (Gelechiidae). De wetenschappelijke naam is voor het eerst geldig gepubliceerd in 1930 door Chretien.
De soort komt voor in Europa.